# PlanetMath
PlanetMath是一本自由、協作的網絡數學百科全書。強調同行評審、嚴密、公開、具教育性、實時內容、內容互連、以及群體協作。PlanetMath的目標是成為一本綜合性的網絡數學百科全書。該企劃位於弗吉尼亚理工学院暨州立大学的數碼圖書館研究實驗室。
PlanetMath企劃開始於另一本網絡數學百科全書MathWorld因法院禁制令而下線的時候。其時CRC Press控告沃夫朗研究公司（Wolfram Research）與其員工埃立克·魏爾斯史甸（MathWorld創辦人）違反合約。（詳見MathWorld條目）
PlanetMath使用知识共享 署名-相同方式共享 协议。開始寫作一篇新文章的作者將會成為該文章的擁有者；其後他可以選擇向其他的人或小組發出更改的授權。所有的內容都使用LaTeX格式來編寫。LaTeX是一個受數學家歡迎的排版系統：它需要使用者重新學習，但能夠產生出符合數學排版需要的高質素輸出。使用者可以明確地設定到其他文章的連結，系統亦會自動將某些字詞轉換成連接到已有文章的連結。每一篇文章都會使用美國數學學會的分類系統來分門別類。
使用者可以在文章上貼上補遺（页面存档备份，存于）、勘誤表（页面存档备份，存于）討論（页面存档备份，存于）。網站亦擁有一個用戶間傳遞私人訊息的系統。
以同行評審為中心的性質使得PlanetMath的內容比起MathWorld更與眾不同、更嚴密及更有學院味道。
運行PlanetMath的軟件使用了perl來編寫，並運行於Linux及Apache網頁伺服器上。軟件名稱為Noösphere，使用自由的BSD許可證來發行。

## 外部連結
- PlanetMath* （页面存档备份，存于）